# Râul Bistrița, Olt
Râul Bistrița (cunoscut și numit adesea Bistrița Vâlceană) este un râu din județul Vâlcea, al 122-lea afluent de dreapta al Oltului, din bazinul hidrografic Olt, numit și Bistrița Vâlceană. Cursul de apă vâlcean izvorăște din Munții Căpățânii și se varsă în râul Olt la Băbeni, având o lungime totală de 42 km. Pe cursul său se află mănăstirea omonimă, Bistrița.

## Poziție geografică
Bistrița Vâlceană se află între paralela de 45° latitudine nordică, ce străbate partea sudică a bazinului prin localitatea Frâncești în aproprierea orașului Băbeni) și meridianul estic de 24°, care traversează prin localitatea Romanii de Jos, parte componentă administrativă a orașului Horezu. Mai precis zona analizată se află la intersecția dintre paralela de 45°07’ și meridianul de 24°06’.
Se află în partea centrală a județului Vâlcea, mai precis între Vârful Ursu - 2117 m, comuna Vaideeni, în Munții Căpățânii până la Culoarul Oltului. Prin centrul bazinului trece DN 67, magistrală rutieră ce leagă Municipiul Râmnicu Vâlcea de orașele Horezu și Târgu Jiu, apoi mai departe face legătura cu municipiul Drobeta Turnu Severin; în zona de studiu acest drum trece de la est la vest prin următoarele localități: Pietrari, Bodești, Negrulești, Costești, și Bogdănești.

## Relief
Bazinul hidrografic Bistrița Vâlceană cuprinde 2 treimi de sector subcarpatic si o treime de sector montan, respectiv o fâșie din Podișul Getic în apropierea de confluența cu râul Olt, unde se întâlnește deasmenea un sector de luncă extinsă. Astfel se disting urmatoarele subunități de relief:
- Carpații Meridionali – Grupa Parâng – Munții Căpățânii – Masivul Buila, Munții Șturului;
- Subcarpații Getici
  - Subcarpații Gorjului (la vest de Bistrița) – Dealurile Cernișoarei;
  - Subcarpații Vâlcii (la est de Bistrița) – Dealurile Govorei (cu Depresiunea Govorei), Dealurile Olăneștiului, Depresiunea Hurez și Depresiunea Băbeni;
- Podișul Getic – Platforma Oltețului – Dealurile Cernei (ocupă doar o fâșie din întregul bazin hidrografic, pe partea de sud-vest, în apropiere de confluența Bistriței cu râul Olt).